# 坂本次郎
坂本 次郎（さかもと じろう）は、日本の実業家。元山一証券取締役、元鳥海証券(現ちばぎん証券)社長。

## 経歴
高千穂高等商業学校第24回(現・高千穂大学)卒業。
山一証券取締役、鳥海証券(現ちばぎん証券)社長を歴任した。
1985年1月に第5代高千穂学園理事長に就任。1995年12月まで務めた。